# Liste EPA des substances extrêmement dangereuses
La liste des substances extrêmement dangereuses est définie par l'EPA dans la section 302 de la loi américaine sur la planification d'urgence et le droit à l'information de la communauté (42 USC 11002). Elle peut être trouvée en annexe du 40 CFR 355.
Les mises à jour, depuis 2006 sont consultables sur le Federal Register, 71 FR 47121 (16 août 2006).
Ces données sont toutes fournies par l'Environmental Protection Agency (EPA) des États-Unis. Ci-dessous les composés chimiques sont listés en reprenant l'ordre alphabétique de l'EPA, qui correspond à celui des noms chimiques tels qu'exprimés en anglais.

## A
- Acétone cyanohydrine
- Acétone thiosemicarbazide
- Acroléine
- Acrylamide
- Acrylonitrile
- Chlorure d'acryloyle
- Adiponitrile
- Aldicarbe
- Aldrine
- Alcool allylique
- Allylamine
- Phosphure d'aluminium
- Aminoptérine
- Amiton
- Amiton oxalate (agent innervant)
- Ammoniac
- Amphétamine
- Aniline
- Aniline, 2,4,6-triméthyl-
- Pentafluorure d'antimoine
- Antimycine A
- ANTU (Alpha-Naphtylthiourée)
- Pentoxyde d'arsenic
- Oxyde d'arsenic
- Trichlorure d'arsenin
- Arsine
- Azinphos-éthyl
- Azinphos-méthyl

## B
- Chlorure de benzal
- Benzénamine, 3-(trifluorométhyl)-
- Acide benzéaronique
- Benzimidazole, 4,5-dichloro-2-(trifluorométhyl)-
- Benzotrichlorure
- Chlorure de benzyle
- Cyanure de benzyle
- Bicyclo(2.2.1)heptane-2-carbonitrile
- Bis(chlorométhyl)cétone
- Bitoscanate
- Trichlorure de bore
- Trifluorure de bore
- Composé de trifluorure de bore avec de l'éther diméthylique (1:1)
- Bromadiolone
- Brome

## C
- Oxyde de cadmium
- Stéarate de cadmium
- Arséniate de calcium
- Camphéchlore
- Cantharidine
- Chlorure de carbachol
- Acide carbamique, méthyl-, O-(((2,4-Diméthyl-1,3-Dithiolan-2-yl)Méthylène)Amino)- (Tirpate)
- Carbofurane
- Disulfure de carbone
- Carbophénothion
- Chlordane
- Chlorfenvinfos
- Chlore
- Chlorméphos
- Chlorure de chlorméquat
- Acide chloroacétique
- 2-chloroéthanol
- Chloroformiate de chloroéthyle
- Chloroforme
- Éther chlorométhylique
- Chlorométhyl méthyl éther
- Chlorophacinone
- Chloroxuron
- Chlorthiophos
- Chlorure chromique
- Carbonyle de cobalt
- Colchicine
- Coumaphos
- Crésol, -o
- Crimidine
- Crotonaldéhyde
- Crotonaldéhyde, (E)-
- Bromure de cyanogène
- Iodure de cyanogène
- Cyanophos
- Fluorure cyanurique
- Cycloheximide
- Cyclohexylamine

## D
- Décaborane(14)
- Déméton
- Déméton-S-méthyl
- Dialifor
- Diborane
- Éther dichloroéthylique
- Dichlorométhylphénylsilane
- Dichlorvos
- Dicrotophos
- Diépoxybutane
- Chlorophosphate de diéthyle
- Digitoxine
- Éther diglycidylique
- Digoxine
- Diméfox
- Diméthoate
- Phosphorochloridothioate de diméthyle
- Diméthyl-p-phénylènediamine
- Diméthyldichlorosilane
- Diméthylhydrazine
- Dimétilan
- Dinitrocrésol
- Dinoseb
- Dinoterbe
- Dioxathion
- Diphacinone
- Disulfoton
- Iodure de dithiazanine
- Dithiobiuret

## E
- Endosulfan
- Endothion
- Endrine
- Épichlorhydrine
- EPN, ou O-éthyl-O-(4-nitrophényl)phénylthiophosphonate
- Ergocalciférol
- Tartrate d'ergotamine
- Chlorure d'éthanesulfonyle, 2-chloro-
- Éthanol, 1,2-dichloro-, acétate
- Éthion
- Éthoprophos
- Éthylbis(2-chloroéthyl)amine
- Fluorohydrine d'éthylène
- Oxyde d'éthylène
- Éthylènediamine
- Éthylèneimine
- Éthylthiocyanate

## F
- Fénamiphos
- Fénitrothion
- Fensulfothion
- Fluénétil
- Fluomine
- Fluor
- Fluoroacétamide
- Acide fluoroacétique
- Chlorure de fluoroacétyle
- Fluorouracile
- Fonofos
- Formaldéhyde
- Formaldéhyde cyanohydrine
- Chlorhydrate de formétanate
- Formothion
- Formulaireparanate
- Fosthietan
- Fubéridazole
- Furane

## G
- Trichlorure de gallium

## H
- Hexachlorocyclopentadiène
- Hexaméthylènediamine, N,N'-dibutyl-
- Hydrazine
- Acide cyanhydrique
- Chlorure d'hydrogène (gaz uniquement)
- Fluor d'hydrogène
- Peroxyde d'hydrogène (conce > 52%)
- Séléniure d'hydrogène
- Sulfure d'hydrogène
- Hydroquinone

## I
- Fer pentacarbonyle
- Isobenzane
- Acide isocyanique, ester 3,4-dichlorophénylique
- Isodrine
- Diisocyanate d'isophorone
- Diméthylcarbamate d'isopropylméthylpyrazolyle

## L
- Lactonitrile
- Leptophos
- Lewisite (Gaz de combat)
- Lindane
- hydrure de lithium

## M
- Malononitrile
- Manganèse, tricarbonyl méthylcyclopentadiényle
- Méchloréthamine
- Acétate mercurique
- Chlorure mercurique
- Oxyde mercurique
- Diacétate de méthacroléine
- Anhydride méthacrylique
- Méthacrylonitrile
- Chlorure de méthacryloyle
- Isocyanate de méthacryloyloxyéthyle
- Méthamidophos
- Fluorure de méthanesulfonyle
- Méthidathion
- Méthiocarbe
- Méthomyl
- Acétate méthoxyéthylmercurique
- 2-chloroacrylate de méthyle
- Bromure de méthyle
- Chloroformiate de méthyle
- Méthylhydrazine
- Isocyanate de méthyle
- Isothiocyanate de méthyle
- Méthyl phénkapton
- Dichlorure de méthyl phosphonique
- Thiocyanate de méthyle
- Méthyl vinyl cétone
- Dicyanamide méthylmercurique
- Méthyltrichlorosilane
- Métolcarbe
- Mévinphos
- Mexacarbate
- Mitomycine C
- Monocrotophos
- Muscimol
- Gaz moutarde (Gaz de combat)

## N
- Nickel carbonyle
- Nicotine
- Sulfate de nicotine
- L'oxyde nitrique
- Nitrobenzène
- Nitrocyclohexane
- Dioxyde d'azote
- N -Nitrosodiméthylamine
- Norbormide

## O
- Complexe organorhodié
- Ouabaïn
- Oxamyle
- Oxétane, 3,3-bis(chlorométhyl)-
- Oxydisulfoton

## P
- Paraquat
- Méthosulfate de paraquat
- Parathion
- Parathion-méthyl
- Vert parisien
- pentaborane
- Pentadécylamine
- L'acide peracétique
- Perchlorométhylmercaptan
- Phénol
- Phénol, 2,2'-thiobis(4-chloro-6-méthyl)-
- Phénol, 3-(1-méthyléthyl)-, méthylcarbamate
- Phénoxarsine, 10,10'-oxydi-
- Phényl dichloroarsine
- Chlorhydrate de phénylhydrazine
- Acétate de phénylmercure
- Phénylsilatrane
- Phénylthiourée
- Phosacétim
- Phosfolane
- Phosgène
- Phosmet
- Phosphamidon
- Phosphine
- Acide phosphonothioïque, méthyl-, O-éthyl O-(4-(méthylthio)phényl) ester
- Acide phosphonothioïque, méthyl-, S-(2-(bis(1-méthyléthyl)amino)éthyl) O-éthyl ester
- Acide phosphonothioïque, méthyl-, O-(4-nitrophényl) O-phényl ester
- Acide phosphorique, ester diméthylique de 4-(méthylthio)phényle
- Acide phosphonothioïque, ester éthylique de O,O-diméthyl-S-(2-méthylthio)
- Phosphore
- Oxychlorure de phosphore
- Pentachlorure de phosphore
- Trichlorure de phosphore
- Physostigmine
- Physostigmine, salicylate (1:1)
- Picrotoxine
- Pipéridine
- Pirimifos-éthyl
- Plutonium
- Polonium-210
- Arsénite de potassium
- Cyanure de potassium
- Cyanure d'argent potassique
- Promecarb
- Bromure de propargyle
- Propionitrile
- Propionitrile, 3-chloro-
- Propiophénone, 4'-amino-
- Propylèneimine
- Prothoate
- Pyrène
- Pyridine, 4-amino-
- Pyridine, 4-nitro-, 1-oxyde
- Pyriminil

## R
- Ricin

## S
- Salcomine
- sarin
- Acide sélénieux
- Chlorhydrate de semicarbazide
- Silane, (4-aminobutyl)diéthoxyméthyl-
- Arséniate de sodium
- Azoture de sodium
- Cacodylate de sodium
- Le cyanure de sodium
- Fluoroacétate de sodium
- Pentachlorophénate de sodium
- Sélénate de sodium
- Sélénite de sodium
- Stannane, acétoxytriphényl-
- Strychnine
- Sulfate de strychnine
- Sulfotep
- Sulfoxyde, 3-chloropropyl octyle
- Dioxyde de soufre
- Tétrafluorure de soufre
- Trioxyde de soufre
- Acide sulfurique

## T
- Tabun (Gaz de combat)
- Tellure
- Hexafluorure de tellure
- TEPP
- Terbufos
- plomb tétraéthyle
- Tétraéthylétain
- Tétranitrométhane
- Sulfate de thallium
- Carbonate de thallium
- Chlorure de thallium
- Malonate thalleux
- Sulfate de thallium(I)
- Thiocarbazide
- Thiofanox
- Thionazine
- Thiophénol
- Thiosémicarbazide
- Thiourée, (2-chlorophényl)-
- Thiourée, (2-méthylphényl)-
- Tétrachlorure de titane
- 2,4-diisocyanate de toluène
- 2,6-diisocyanate de toluène
- Trans-1,4-dichlorobutène
- Triamiphos
- Triazofos
- Trichloro(chlorométhyl)silane
- Trichloro(dichlorophényl)silane
- Chlorure de trichloroacétyle
- Trichloroéthylsilane
- Trichloronate
- Trichlorophénylsilane
- Triéthoxysilane
- Triméthylchlorosilane
- Phosphite de triméthylolpropane
- Chlorure de triméthylétain
- Chlorure de triphénylétain
- Tris(2-chloroéthyl)amine

## V
- Valinomycine
- Acétate de vinyle monomère

## W
- Warfarine
- Warfarine sodique

## X
- Dichlorure de xylylène

## Z
- Phosphure de zinc